# Déforestation en Angola

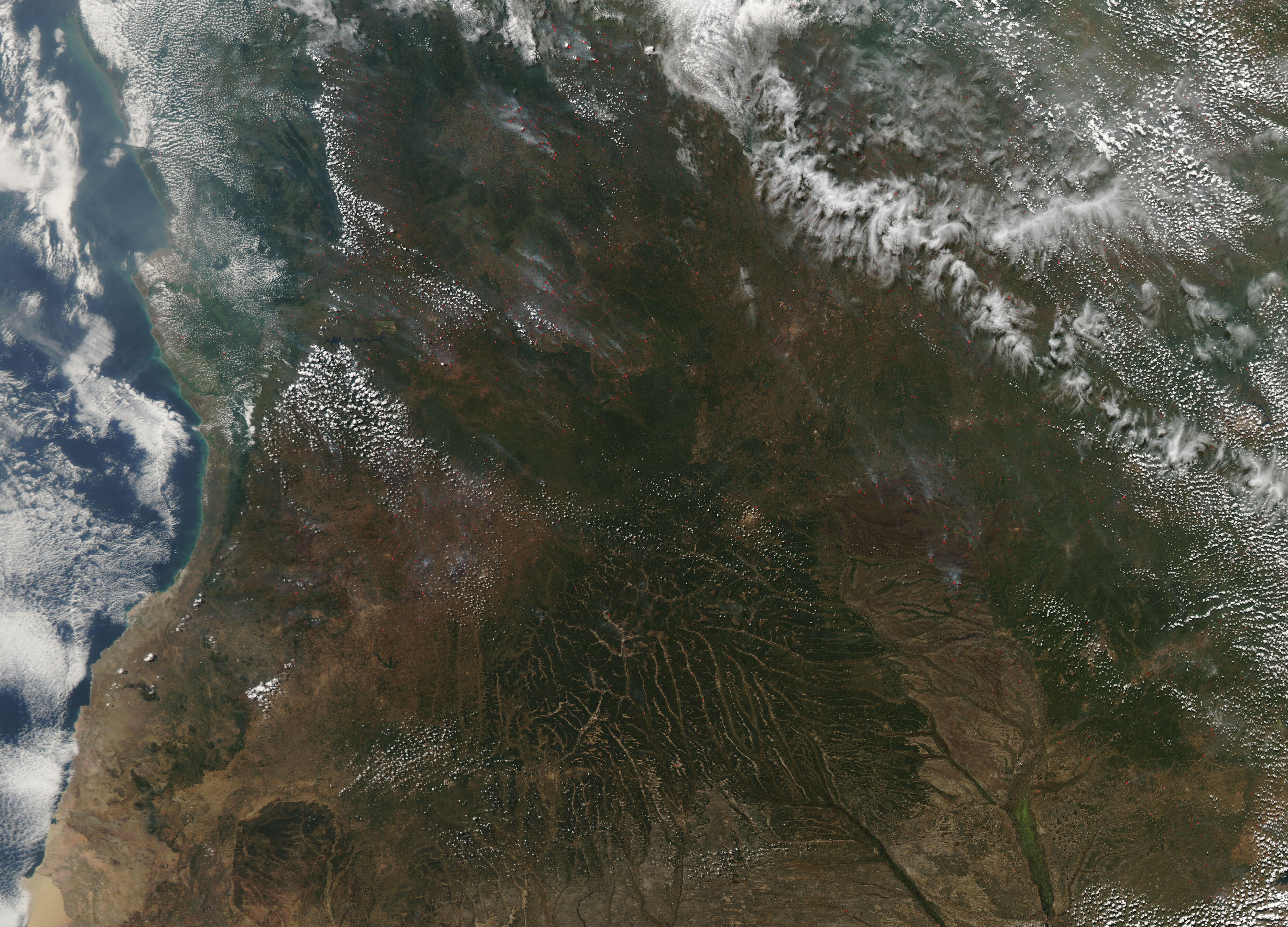
Feux de forêt en Angola, photo satellite de juin 2020.

La déforestation en Angola correspond à la perte de 124 800 hectares ou 0.20% de la surface boisée par an. Entre 1990 et 2010, le pays a perdu 2 496 000 d'hectares, soit 4.1% au total.
L'Angola dispose d'un Indice d'intégrité du paysage forestier moyen de 8.35/10, correspondant au 23e rang sur 1722 pays en 2018.

## Historique

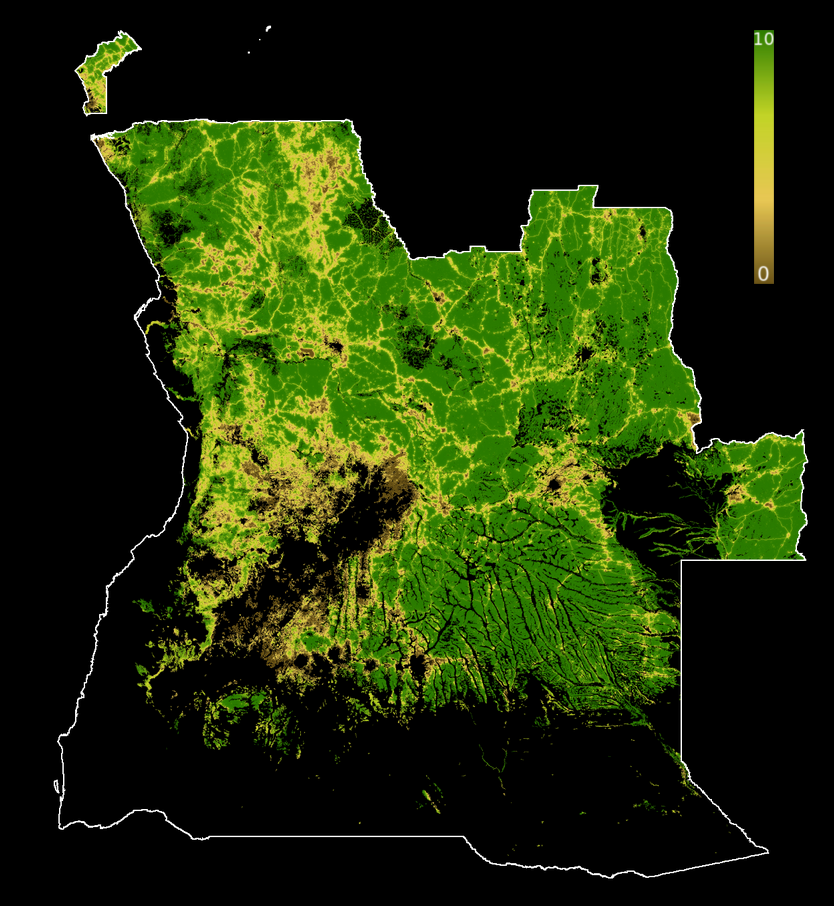
Indice d'intégrité des paysages forestiers de l'Angola en 2019.

La longue guerre civile qui affecte l'Angola, entre 1975 et 1991, conduit à une utilisation extensive du bois pour le chauffage et la cuisine des populations déplacées.
L'Angola réalise son premier inventaire des forêts, en 2008.
Un projet de plantation d'arbres et de mangroves est lancé en 2020mais l'Angola perd, en 2023, 268 000 hectares de forêt naturelle, ce qui correspond à 104 Mt d'émissions de CO₂.

## Causes
Les forêts disparaissent à cause des incendies et des abattages par les agriculteurs et les bucherons. Les autorités angolaises manquent de moyens pour faire respecter la législation.

## Conséquences
La déforestation en Angola a des conséquences sur la disparition de la faune et de la flore, ce qui met en danger de nombreuses espèces, dont les baobabs, éléphants, gorilles, chimpanzés et perroquets, entre autres.